# Canard de Chiloé
Mareca sibilatrix
Espèce
Statut de conservation UICN

 LC  : Préoccupation mineure

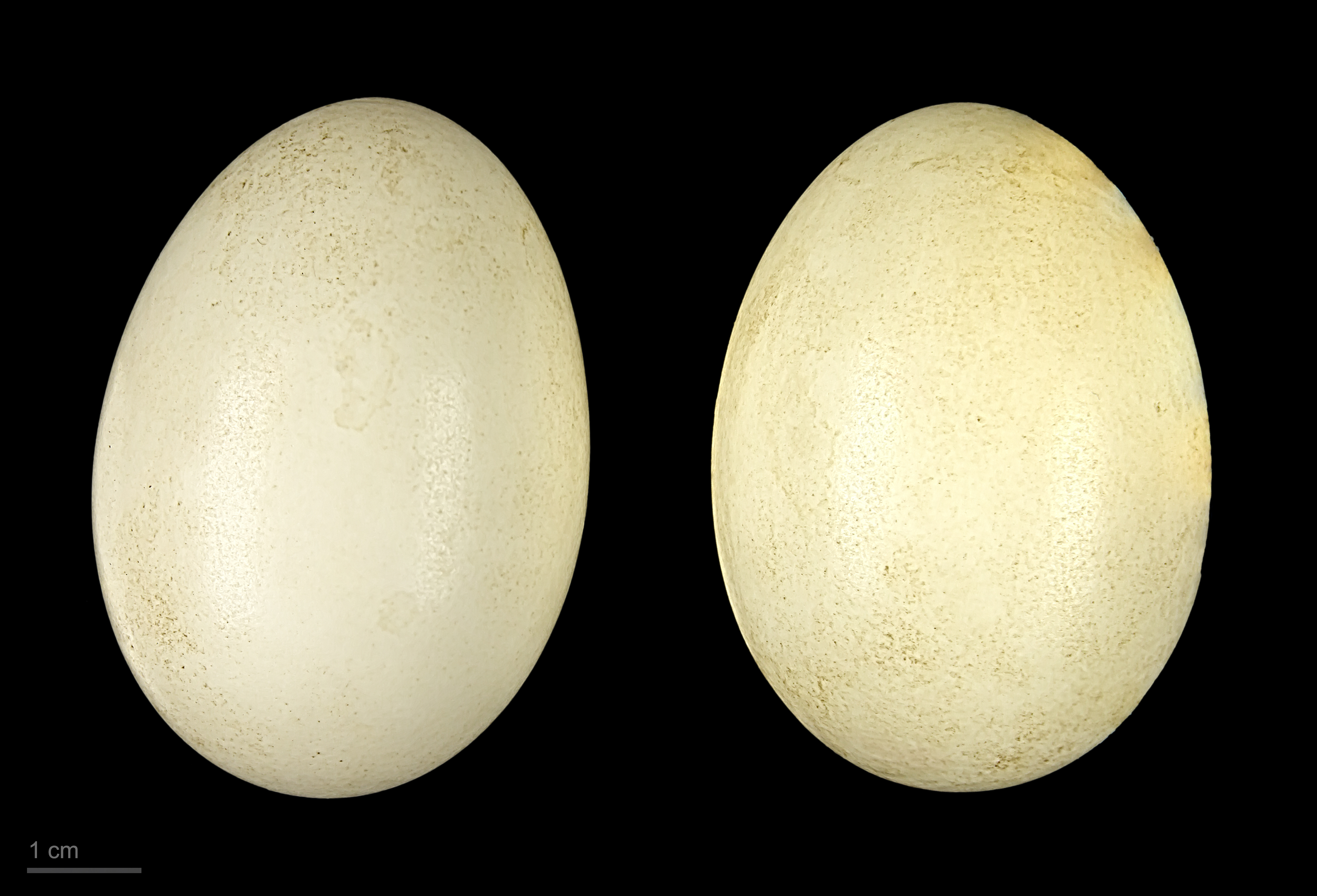
Mareca sibilatrix - MHNT

Le Canard de Chiloé (Mareca sibilatrix, anciennement Anas sibilatrix) est une espèce de palmipèdes de la famille des Anatidae. Il est appelé communément pato overo en Argentine.

## Répartition
Cette espèce se trouve en Amérique du Sud. Il se reproduit au Chili, en Uruguay, en Argentine jusqu’en Terre de Feu et aux îles Falkland. Il hiverne dans ces pays mais aussi au Paraguay et au Brésil (Rio Grande do Sul).

## Systématique
Il est proche du Canard siffleur (Anas penelope) et du Canard à front blanc (Anas americana).